# Уробактерії
Уробакте́рії (від грец. uron — сечовина + бактерії) — аероби, здатні рости в дуже лужних середовищах (рН 9,5). Розкладають сечовину з утворенням аміаку та двоокису вуглецю. Мешкають у стічних водах, ґрунті, гної, сечовині тощо.